# Liste der Monuments historiques in Saint-Félix (Oise)
Die Liste der Monuments historiques in Saint-Félix (Oise) führt die Monuments historiques in der französischen Gemeinde Saint-Félix auf.

## Liste der Bauwerke
| Bezeichnung             | Beschreibung                                      | Standort | Kennzeichnung | Schutzstatus | Datum | Bild           |
| ----------------------- | ------------------------------------------------- | -------- | ------------- | ------------ | ----- | -------------- |
| Kirche St-Félix         | Erbaut im 12./13. Jahrhundert                     | (Lage)   | PA00114857    | Inscrit      | 1960  | weitere Bilder |
| Ehemalige Bürstenfabrik | Erbaut in der zweiten Hälfte des 19. Jahrhunderts | (Lage)   | PA00114985    | Inscrit      | 1990  | weitere Bilder |

## Liste der Objekte
| Bezeichnung | Beschreibung       | Standort                      | Kennzeichnung | Schutzstatus | Datum | Bild           |
| ----------- | ------------------ | ----------------------------- | ------------- | ------------ | ----- | -------------- |
| Taufbecken  | Kalkstein, um 1100 | in der Kirche St-Félix (Lage) | PM60001416    | Classé       | 1912  | weitere Bilder |